# Ulcus molle
Ulcus molle oder weicher Schanker (englisch chancroid, lateinisch früher auch cambuca) ist eine in Europa seltene sexuell übertragbare Infektionskrankheit, welche durch das Bakterium Haemophilus ducreyi hervorgerufen wird. Sie tritt vor allem in tropischen Ländern (z. B. Südostasien, Afrika) aber auch Lateinamerika auf. Von der Krankheit sind Männer etwa fünfmal so häufig wie Frauen betroffen. Das Ulcus molle ist in Österreich (nicht aber in Deutschland) nach dem Geschlechtskrankheitengesetz meldepflichtig.

## Ursache
Die auch im 15. Jahrhundert schon bekannte, und (bezeugt von Hans Seyff) etwa von dem schwäbischen Bauern und bei Göppingen wirkenden Wundarzt Frürtag oder Freitag zu Boll mit Ätzwasser auf Kupferazetat- und Alaunbasis behandelten Krankheit entsteht durch Infektion mit dem von Augusto Ducrey (1860–1940) entdeckten und 1889 beschriebenen gramnegativen Bakterium Haemophilus ducreyi und ist spezifisch für den Menschen. Das Bakterium tritt über direkten Schleimhautkontakt infektiöser Flüssigkeit in den neuen Organismus ein. Die Keime sind sehr empfindlich gegenüber Kälte und Austrocknung, ihre Übertragung erfolgt praktisch ausschließlich durch Geschlechtsverkehr.

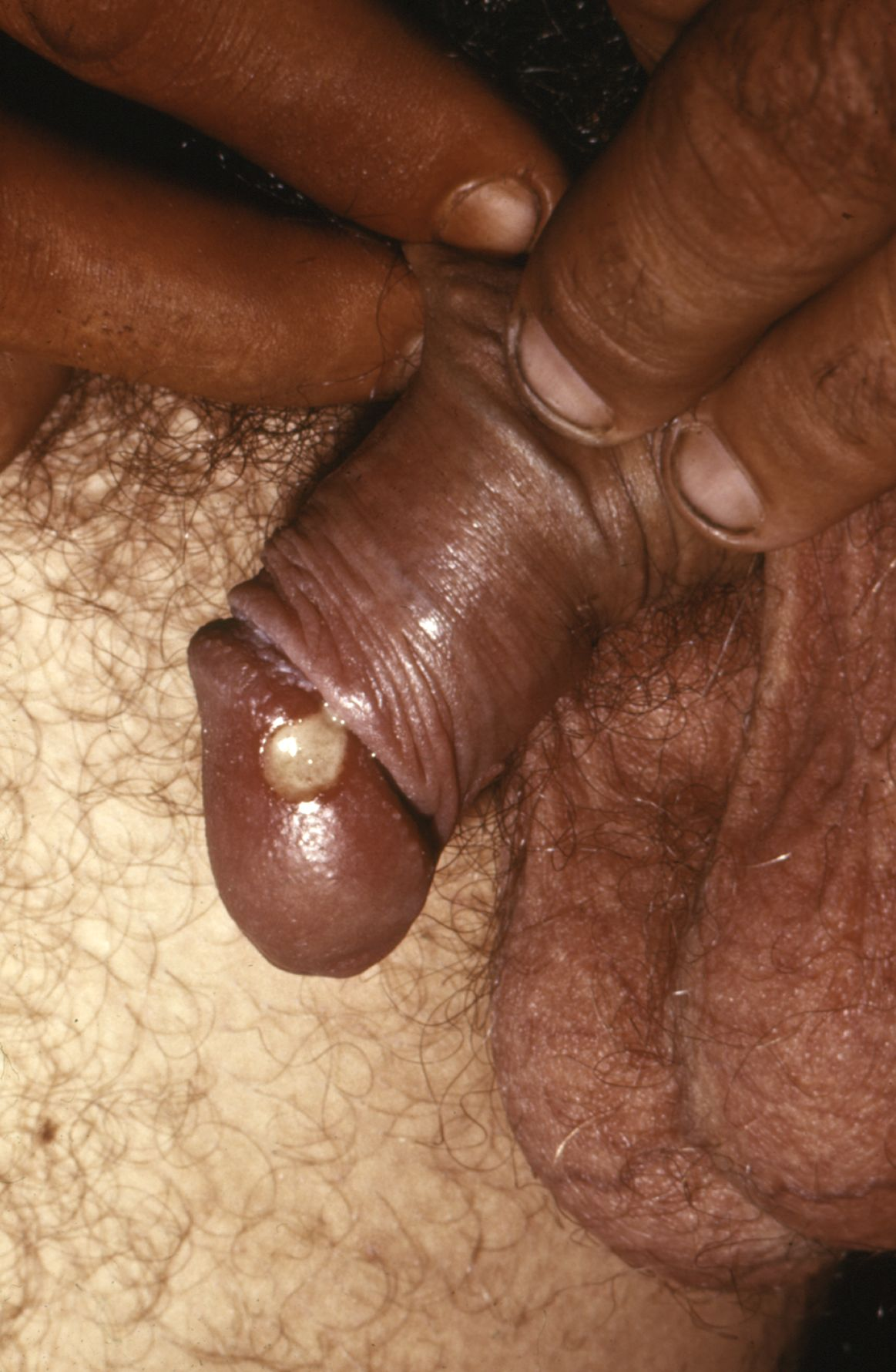
Ulcus molle an der Eichel Glans penis und an der Penisfurche, Sulcus coronarius

## Krankheitsverlauf und Klinik
Nach dem Eindringen des Krankheitserregers durch sexuellen Kontakt beträgt die Inkubationszeit zwischen drei und sieben Tagen. Auch Inkubationszeiten bis zu 14 Tagen sind beschrieben.
Nach dieser Zeit können erste Hautveränderungen, wie einzelne oder mehrere erythematöse Papeln auftreten. Die häufigsten Lokalisationen stellen dabei beim Mann die Vorhaut des Penis, bei der Frau neben Vulva und Cervix auch die perianale Haut dar. Die Papeln entwickeln sich erst zu Pusteln weiter, welche dann nach wenigen Tagen rupturieren. Dadurch entstehen schmerzhafte Ulzerationen mit weichem Randsaum, welche namensgebend für die Erkrankung sind und unbehandelt bis zu mehrere Monate lang persistieren können.
Ohne Behandlung können sich die Bakterien entlang der Lymphgefäße (Lymphangitis) in die Lymphknoten der Leiste ausbreiten. Dadurch verfärbt sich die Haut rot und es kommt bei der Hälfte der Patienten zu einer schmerzhaften, meist einseitigen Schwellung der Lymphknoten, die nach außen eitrig aufbrechen kann. Die entzündliche Schwellung eines Lymphknoten wird Bubo genannt. Meist kann der Krankheitsverlauf an diesem Punkt vom Immunsystem gestoppt werden.
Wie bei den meisten Hauterkrankungen kann sich die Wunde superinfizieren.
Besonders bei Frauen kann die Infektion aber auch völlig symptomlos verlaufen.

## Diagnose
Die Diagnose wird nach dem klinischen Bild gestellt.
Nach erfolgtem Abstrich können die gramnegativen Stäbchen mittels Gram-Färbung unter dem Mikroskop sichtbar gemacht werden. Die reine Mikroskopie besitzt jedoch keine hohe Sensitivität und Spezifität. Die recht anspruchsvollen Bakterien können zudem auf speziell angereicherten Nährböden kultiviert werden.
Eine gute Nachweismöglichkeit des Bakteriums in Laborproben stellen Verfahren der Nucleic Acid Amplification Technology (z. B. eine PCR) dar. Auch der Antigennachweis mit Hilfe von monoklonalen Antikörpern wird zunehmend eingesetzt.
Insbesondere eine Syphilis (Verwechslungsgefahr im frühen Stadium), aber auch andere sexuell übertragbare Erkrankungen sollten zusätzlich durch Laboruntersuchungen ausgeschlossen werden.
Differentialdiagnosen
- Primärstadium der Syphilis: Hier imponiert jedoch ein schmerzloses, eher hartes Ulcus (Ulcus durum).
- Herpes genitalis[2]: kleine, gegebenenfalls zusammenstehende Bläschen
- Lymphogranuloma venereum, Granuloma inguinale[2]

Es sollte beachtet werden, dass jederzeit Mischinfektionen vorliegen können. Ein Ulcus molle kann als Eintrittspforte für andere Erkrankungen dienen.

## Therapie
Der Ulcus molle wird mittels Antibiotikagabe behandelt. Vom Robert Koch-Institut empfohlen sind derzeit (Stand Juli 2020):
- Ceftriaxon oder Azithromycin als Einmalgabe
- Ciprofloxacin (für 3 Tage)
- Erythromycin (für 7 Tage)[2]

Die Prognose ist gut. Wichtig ist die sexuelle Enthaltsamkeit bis zur vollständigen Ausheilung, damit eine weitere Ausbreitung der Krankheit verhindert werden kann.
Die Mitbehandlung eines Sexualpartners sollte erwogen werden, um einen Ping-Pong-Effekt zu vermeiden.

## Vorbeugung
Folgende Prophylaxeverfahren sind zu erwähnen:
- Anwendung von Kondomen beim Geschlechtsverkehr
- Vermeidung von Risikokontakt[2] (z. B. ungeschütztem sexuellen Verkehr mit Menschen aus Risikogebieten)
- Aufklärung von Menschen in Risikogruppen
- Erkrankte sollten sexuelle Abstinenz bis zum Abschluss der Behandlung und bis zum vollständigen Abheilen der Hautläsionen  einhalten[2].
- Eine Testung auf andere sexuell übertragbare Erkrankungen sollte erwogen werden.

## Meldepflicht
Nach dem österreichischen Geschlechtskrankheitengesetz ist die Erkrankung weicher Schanker beschränkt meldepflichtig (§ 4 in Verbindung mit § 1 Geschlechtskrankheitengesetz).
In Deutschland besteht keine erreger- oder krankheitsspezifische Meldepflicht. Bei vermutlich zusammenhängender Erkrankungshäufung sollte jedoch eine Meldung erfolgen.